# 愛杯

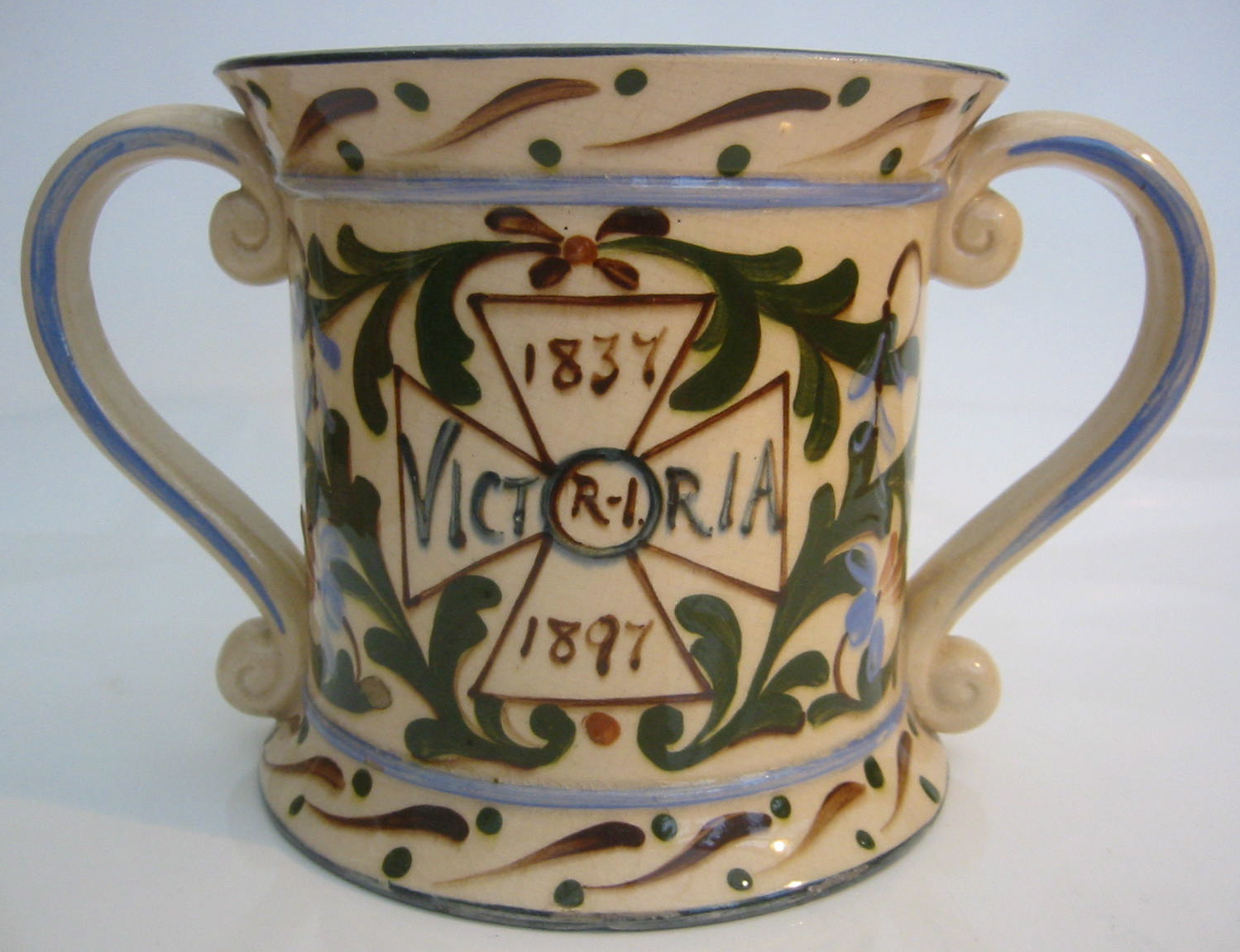
維多利亞女王鑽禧紀念瓷愛杯（1897年）

愛杯是一種带有兩个拱形手柄的大杯子。 它是歐洲傳統上在婚禮與宴會上使用的共享飲酒容器，在慶祝時輪流飲用，通常由銀制成。愛杯也被用作比賽或競賽獲勝者的獎杯。 這種傳統延續至今，體育和其他競賽的獎品常製成杯狀。

## 歷史
愛杯的使用與設計在歐洲多個文化中有所體現，包括凱爾特人的quaich與法國的婚姻杯（coupe de mariage）。 
俄羅斯的bratina ，或稱兄弟會杯，是一種類似於愛杯但通常無把手的酒碗，也用于宴會。它被認為是「俄羅斯版的愛杯」。 它通常沒有把手。

## 另見
- 愛勺